# Honda CB-1
De Honda CB-1 is een kleine, lichte toermotorfiets, met een 399 cc vier-in-lijn-motorblok met modelcode NC27 gebouwd in 1989-1990. In sommige landen werd het model vermarkt als de Honda CB400F. 
De CB-1 werd in eerste instantie alleen aangeboden op de Japanse, Amerikaanse en Canadese markt. De modellen die in Europa rondrijden zijn afkomstig uit de grijze import.
Het CB-1-motorblok is afgeleid van de vroegere NC23-modellen (Honda CBR400RR), met aanpassingen om hem geschikter te maken voor de openbare weg. Zo is er voor een 400 cc-viercilinderblok relatief veel koppel beschikbaar bij lagere toerentallen. Een belangrijk detail is identiek aan de CBR400RR: de tandwiel-aangedreven nokkenassen. Mede hierdoor heeft dit blok de reputatie vrijwel onverwoestbaar te zijn. 

## Specificaties en prestaties
- Vermogen: 57 pk (42 kW) @ 10.500 rpm
- Koppel: 37 Nm @ 9.500 rpm
- Topsnelheid: 191 km/h
- 0-100 km/h: 5,4 s
- Voorvering: 41 mm Showa niet-instelbaar telescopisch
- Voorrem: 310 mm enkele schijfrem met dubbelzuigerremklauw
- Voorband: 110/70-17
- Achterband: 140/70-17